# 2014-es Formula–E Punta del Este nagydíj
A 2014-es Formula–E Punta del Este nagydíjat december 13-án rendezték. A pole-pozícióból Jean-Éric Vergne indulhatott. A futamot Sébastien Buemi nyerte meg.

## A versenyhétvége

### Időmérő
| Helyezés | Rajtszám | Versenyző              | Csapat          | Idő        | Különbség | Rajthely |
| -------- | -------- | ---------------------- | --------------- | ---------- | --------- | -------- |
| 1        | 27       | Jean-Éric Vergne       | Andretti        | 1:15.408   |           | 1        |
| 2        | 99       | Nelson Piquet Jr.      | China Racing    | 1:15.530   | +0.122    | 2        |
| 3        | 8        | Nicolas Prost          | e.dams-Renault  | 1:15.722   | +0.314    | 3        |
| 4        | 9        | Sébastien Buemi        | e.dams-Renault  | 1:15.842   | +0.434    | 4        |
| 5        | 3        | Jaime Alguersuari      | Virgin Racing   | 1:16.053   | +0.645    | 5        |
| 6        | 11       | Lucas di Grassi        | Audi Sport ABT  | 1:16.108   | +0.700    | 6        |
| 7        | 10       | Jarno Trulli           | Trulli          | 1:16.144   | +0.736    | 7        |
| 8        | 21       | Bruno Senna            | Mahindra Racing | 1:16.211   | +0.803    | 8        |
| 9        | 23       | Nick Heidfeld          | Venturi         | 1:16.225   | +0.817    | 9        |
| 10       | 66       | Daniel Abt             | Audi Sport ABT  | 1:16.374   | +0.966    | 10       |
| 11       | 5        | Karun Chandhok         | Mahindra Racing | 1:16.416   | +1.008    | 11       |
| 12       | 6        | Oriol Servià           | Dragon Racing   | 1:16.811   | +1.403    | 12       |
| 13       | 55       | António Félix da Costa | Amlin Aguri     | 1:16.865   | +1.457    | 13       |
| 14       | 30       | Stéphane Sarrazin      | Venturi         | 1:17.025   | +1.617    | 14       |
| 15       | 88       | Antonio García         | China Racing    | 1:17.653   | +2.245    | 15       |
| 16       | 77       | Salvador Durán         | Amlin Aguri     | 1:17.810   | +2.402    | 16       |
| 17       | 18       | Michela Cerruti        | Trulli          | 1:20.206   | +4.798    | 17       |
| 18       | 2        | Sam Bird               | Virgin Racing   | Idő nélkül |           | 18       |
| 19       | 7        | Jérôme d’Ambrosio      | Dragon Racing   | Idő nélkül |           | 19       |
| 20       | 28       | Matthew Brabham        | Andretti        | Idő nélkül |           | 20       |

### Futam
| Helyezés | Rajtszám | Versenyző              | Csapat          | Kör | Idő/Kiesés oka      | Rajthely | Pont |
| -------- | -------- | ---------------------- | --------------- | --- | ------------------- | -------- | ---- |
| 1        | 9        | Sébastien Buemi        | e.dams-Renault  | 31  | 49:08.990           | 4        | 25   |
| 2        | 99       | Nelson Piquet, Jr.     | China Racing    | 31  | +0.732              | 2        | 18   |
| 3        | 11       | Lucas di Grassi        | Audi Sport ABT  | 31  | +2.635              | 6        | 15   |
| 4        | 10       | Jarno Trulli           | Trulli          | 31  | +4.163              | 7        | 12   |
| 5        | 3        | Jaime Alguersuari      | Virgin Racing   | 31  | +4.698              | 5        | 10   |
| 6        | 21       | Bruno Senna            | Mahindra Racing | 31  | +5.197              | 20       | 8    |
| 7        | 8        | Nicolas Prost          | e.dams-Renault  | 31  | +6.514              | 3        | 6    |
| 8        | 7        | Jérôme d’Ambrosio      | Dragon Racing   | 31  | +7.567              | 17       | 4    |
| 9        | 6        | Oriol Servià           | Dragon Racing   | 31  | +8.646              | 11       | 2    |
| 10       | 23       | Nick Heidfeld          | Venturi         | 31  | +10.563             | 8        | 1    |
| 11       | 88       | Antonio Garcia         | China Racing    | 31  | +10.594             | 14       |      |
| 12       | 18       | Michela Cerruti        | Trulli          | 31  | +19.617             | 16       |      |
| 13       | 23       | Karun Chandhok         | Mahindra Racing | 31  | +54.175             | 10       |      |
| 14       | 27       | Jean-Éric Vergne       | Andretti        | 29  | +2 kör              | 1        | 3*   |
| 15       | 66       | Daniel Abt             | Audi Sport ABT  | 28  | +3 kör              | 9        | 2*   |
| 16       | 23       | Salvador Durán         | Amlin Aguri     | 27  | +4 kör              | 15       |      |
| Ki       | 28       | Matthew Brabham        | Andretti        | 26  | Felfüggesztés       | 19       |      |
| Ki       | 30       | Stéphane Sarrazin      | Venturi         | 15  | Felfüggesztés       | 13       |      |
| Ki       | 55       | António Félix da Costa | Amlin Aguri     | 6   | Mechanikai probléma | 12       |      |
| Ki       | 3        | Sam Bird               | Virgin Racing   | 3   | Baleset             | 18       |      |

Jegyzetek:
- 3 pont a Pole-pozícióért.
- 2 pont a futamon futott leggyorsabb körért.

## A bajnokság állása a futam után
| H  | Versenyzők         | Pont | H  | Konstruktőrök      | Pont |
| -- | ------------------ | ---- | -- | ------------------ | ---- |
| 1. | Lucas di Grassi    | 58   | 1. | e.dams Renault     | 64   |
| 2. | Sébastien Buemi    | 40   | 2. | Audi Sport ABT     | 62   |
| 3. | Sam Bird           | 40   | 3. | Virgin Racing      | 54   |
| 4. | Nicolas Prost      | 24   | 4. | Dragon Racing      | 36   |
| 5. | Nelson Piquet, Jr. | 22   | 5. | Andretti Autosport | 33   |

- Jegyzet: Csak az első 5 helyezett van feltüntetve mindkét táblázatban.